# Карпинело (Форли-Чезена)
Карпинело је насеље у Италији у округу Форли-Чезена, региону Емилија-Ромања.
Према процени из 2011. у насељу је живело 606 становника. Насеље се налази на надморској висини од 18 м.